# Camuflaj

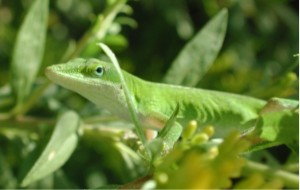
Anolis caroliensis camuflându-se.

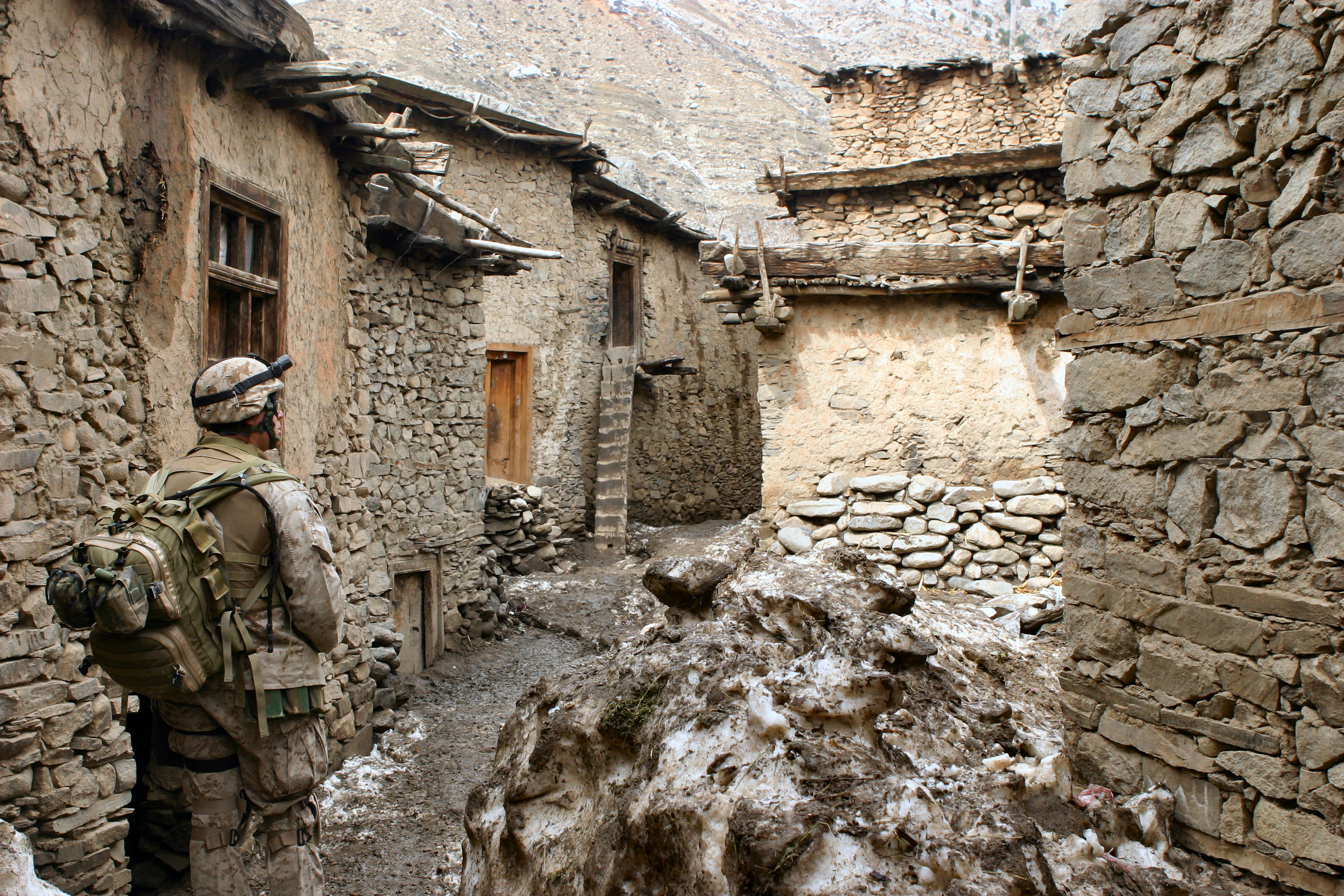
Soldat modern

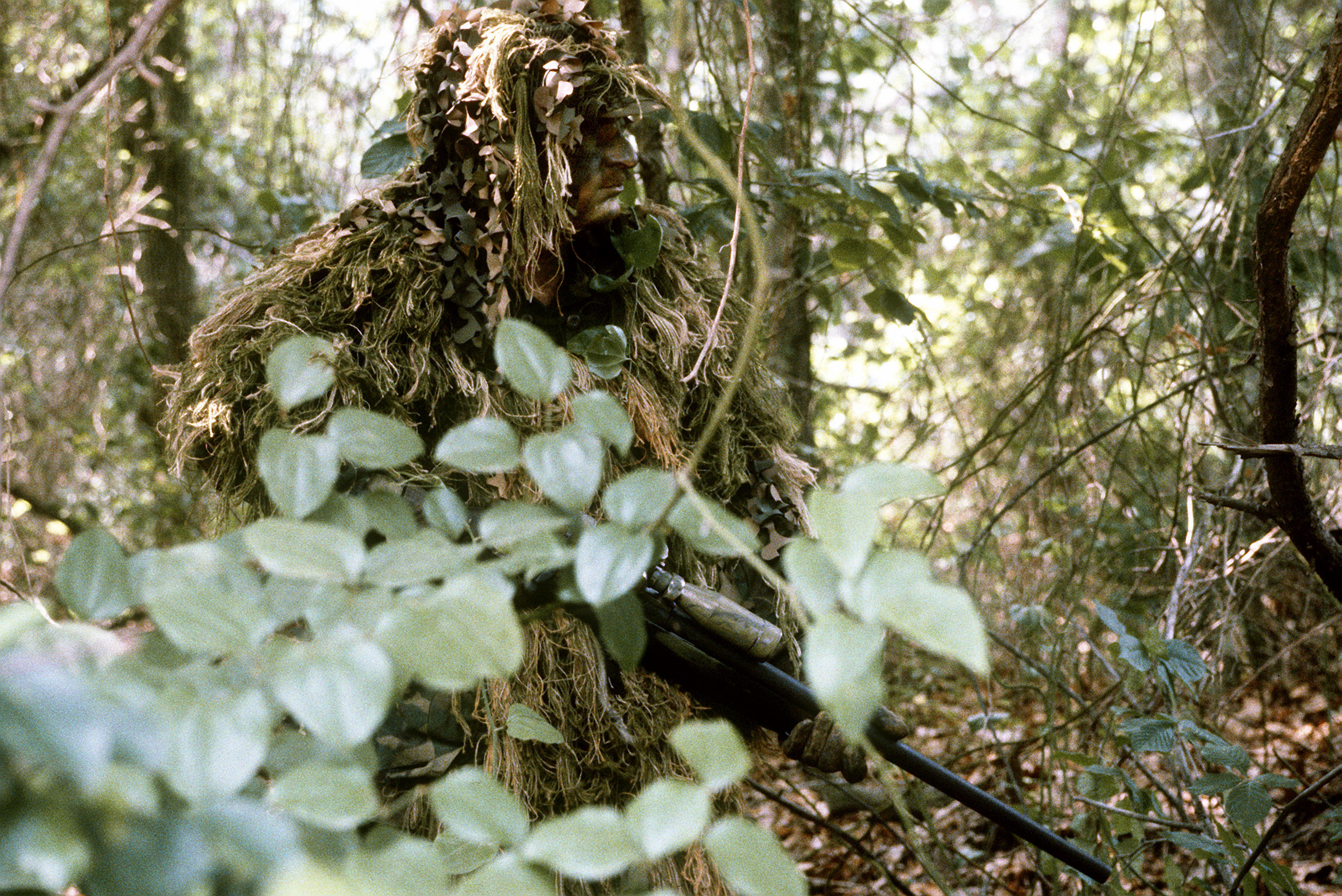
Un lunetist cu un costum de camuflaj Ghillie numit.

Camuflajul este metoda care permite organismelor sau obiectelor care în mod normal ar fi vizibile să rămână nedistinse de mediul ambient. Unele exemple sunt liniile zebrei sau uniforma soldatului modern. În războiul modern se încearcă printr-un ansamblu de procedee și metode să camufleze prezența armelor, trupelor, materialului militar, vapoare, etc. încercând să le dea o altă aparență pentru a înșela inamicul. Soldații din Evul Mediu erau imbrăcați foarte strident pentru a impresiona inamicul.